# Durchschnittsalter

Durchschnittsalter in den Landkreisen und kreisfreien Städten Deutschlands 2020
über 49
über 48
über 47
über 46
über 45
über 44
über 43
über 42
kleiner gleich 42

Das Durchschnittsalter ist ein Fachbegriff aus der Bevölkerungswissenschaft (Demografie). Es beschreibt das durchschnittliche Lebensalter eines definierten Personenkreises als arithmetisches Mittel des Alters aller Personen dieser Population zu einem bestimmten Zeitpunkt. Es ist nicht zu verwechseln mit der durchschnittlichen Lebenserwartung, welche die im Durchschnitt zu erwartende Zeitspanne, die einem Lebewesen ab einem gegebenen Zeitpunkt bis zu seinem Tod verbleibt, beschreibt.
Als Personenkreis in diesem Sinne gelten Personengruppen mit identischen Merkmalen wie etwa die Einwohner eines Staates oder einer Region. Der Begriff wird statistisch aber auch für Personengruppen wie Erwerbstätige, Arbeitslose, gebärfähige Frauen oder Studienanfänger angewendet. 
Von dieser Kennzahl zu unterscheiden ist das Medianalter, das benutzt wird, um die Alterung einer Population zu beschreiben. In der Regel stimmt das Medianalter nicht mit dem Durchschnittsalter überein. Das Medianalter teilt eine Stichprobe in zwei Hälften, sodass die Werte in der einen Hälfte kleiner, in der anderen größer sind als das Medianalter. 2013 betrug das Medianalter der Weltbevölkerung 29,4 Jahre. In Deutschland lag es 2010 bei 44,3 Jahren.

## Einflussfaktoren
Als demografische Kenngröße ist das Durchschnittsalter abhängig von der Alters- und Geschlechterstruktur der betrachteten Personengruppe, somit vom Anteil der männlichen und weiblichen Personen in einzelnen Altersgruppen sowie dem Anteil einzelner Altersgruppen an der gesamten Gruppe (vgl. auch Bevölkerungspyramide). Diese Zusammensetzung ergibt sich aus der Summe der demographischen Hauptereignisse Geburten, Sterbefälle, Zu- und Abwanderungen (Immigration, Emigration). Die Einflussfaktoren auf diese vier genannten Ereignisse sind wiederum sehr vielfältig und abhängig von den aktuellen Rahmenbedingungen, etwa dem kulturellen Umfeld, der Religion, dem sozialen und gesellschaftlichen Gefüge, der (volks-)wirtschaftliche Situation, dem Zustand der Umwelt, der Qualität des Gesundheitswesens, der Geografie, der Rechtsordnung, den politische Gegebenheiten oder auch den individuellen Präferenzen.
Umgekehrt kann das Durchschnittsalter auch Rückschlüsse auf den wirtschaftlichen und gesellschaftlichen Entwicklungsstand der Personengruppe zulassen.

## Entwicklung des Durchschnittsalters
Bekannteste Variante ist die Darstellung des Durchschnittsalters für eine räumliche Einheit (etwa Staat, Bundesland, Gemeinde, Ortsteil).
In Bezug auf das nationale Durchschnittsalter sind gegenwärtig zwei Extreme zu beobachten. In den meisten Industrienationen steigt das Durchschnittsalter, bedingt durch eine sinkende Geburtenrate und die steigende Lebenserwartung, schon seit Jahrzehnten kontinuierlich an. In der Dritten Welt hingegen stagniert das Durchschnittsalter oder ändert sich nur marginal. Hier existieren zwar hohe Geburtenraten, aber die durchschnittliche Lebenserwartung ist vergleichsweise gering.
Weltweit ist das Durchschnittsalter in den vergangenen 50 Jahren kontinuierlich angestiegen. Lag es 1950 noch bei 23,9 Jahren, betrug es im Jahr 2005 bereits 28,1 Jahre. Dabei sind die Spannbreiten zwischen den einzelnen Staaten groß. Das niedrigste Durchschnittsalter hatten 2005 die Einwohner von Uganda mit nur 14,8 Jahren. Das höchste Durchschnittsalter besteht mit über 42 Jahren in Japan (42,9 Jahre), Italien (42,3) und Deutschland (42,1). In Deutschland lag 2013 das Durchschnittsalter für Männer bei 42,8 Jahren und für Frauen bei 45,5 Jahren.
Die Statistiken der Vereinten Nationen verdeutlichen auch den hohen Unterschied zwischen entwickelten und wenig entwickelten Regionen und damit den Zusammenhang zur Lebenserwartung, doch selbst innerhalb einer Region wie Afrika oder Europa sind große Schwankungen zu beobachten (etwa Europa: Durchschnittsalter: 39,0 Jahre, Spannbreite: 28,3 bis 42,3 Jahre).
Die Entwicklung der Geburtenrate, der Lebenserwartung oder der Wanderungsbewegungen kann ausschlaggebend werden für die künftige Entwicklung einzelner Staaten. So wird beispielsweise das ansteigende Durchschnittsalter in der zukünftigen Politik Chinas eine wichtige Rolle spielen. In der Volksrepublik China leben zurzeit 1,314 Milliarden Menschen. China sieht sich mittelfristig immensen Problemen gegenüber. Die Lebenserwartung steigt mit dem industriellen Fortschritt des Landes. Sollte sich an der Ein-Kind-Politik Chinas nichts ändern, werden ab dem Jahre 2030 nicht genügend erwerbstätige Nachkommen vorhanden sein, um die alternde Bevölkerung zu versorgen.